# Joe & Moy
José Ignacio y Luis Eduardo Madrid Peña mejor conocidos como Joe & Moy son dos hermanos mexicanos magos, ilusionistas, creativos y productores. Han tenido varias apariciones en televisión en México y los Estados Unidos. Utilizan las técnicas de ilusionismo, magia de cerca y mentalismo.

## Biografía
Joe & Moy nacieron en la Ciudad de México en 1986 y 1988 respectivamente. Empezaron su carrera en la magia a los 5 y 7 años. Los siguientes años además de practicar magia todos los días, presentaron su show en eventos privados, principalmente en fiestas infantiles y trabajaron en restaurantes haciendo magia de cerca en las mesas.
En su show de magia, Joe & Moy utilizan técnicas de ilusionismo, magia de cerca y mentalismo. Con frecuencia interactúan con el público combinando la magia con aspectos de comedia. Su magia ha sido vista en más de 10 países y transmitida por más de 25 programas de televisión en México y los Estados Unidos.

## Trayectoria
En el año 2009 Joe & Moy presentaron su show en la Primera Temporada de "Noches de magia a la luz del Lunario" en el Lunario del Auditorio Nacional. Otros magos que presentaron su show durante la misma temporada fueron Humánika, Juan Carlos Rodarte y Mago Chen Kai.
En el año 2011 Joe & Moy fueron los primeros magos en presentar su show dentro de un avión a 30 mil pies de altura en un vuelo con destino a Las Vegas.
Joe y Moy forman parte del Club Líderes del Futuro de la revista Líderes Mexicanos. En 2012 ellos realizaron a un show para el grupo titulado "Líderes Mexicanos Live."
En 2014 Joe y Moy participaron en un evento para Fundación México Siglo XXI en el Auditorio Nacional.
Joe & Moy han sido invitados a varios programas de televisión incluyendo programas en el canal Univision. Incluso son también colaboradores en el programa de TV "SuSana Adicción" conducido por la actriz y cantante Susana Zabaleta.
En 2018 Joe y Moy conducen el evento México Sigo XXI de Fundación Telmex Telcel en el Auditorio Nacional.
En 2019 Joe y Moy realizan su sexta temporada de videos en YouTube sorprendiendo al público con cámara escondida.
El 1º de junio de 2019 Joe y Moy celebran XXV años de trayectoria en el Lunario del Auditorio Nacional.

## Especiales de Youtube
1. Temporada 1 "Trucos Vs Magia" (2014)
2. Temporada 2 "Parodias con magia" (2015)
3. Temporada 3 "Lo divertido de la magia" (2016)
4. Temporada 4 "Magia interactiva 1" (2017)
5. Temporada 5 "Magia interactiva 2" (2018)
6. Temporada 6 "Sorpréndete con cámara escondida" (2019)

## Show virtual "La magia está en ti"
En 2020 Joe & Moy producen un espectáculo de magia virtual llamado "La magia está en ti"
Una experiencia interactiva, que a través de actos de magia, asombra, inspira y motiva.

## Show paraempresas"Más Que Magia"
Joe & Moy celebran 2,000 presentaciones del show "Más Que Magia". 
Una experiencia llena de actos sorprendentes y poderosos mensajes.

## Programas de Radio y Televisión

### Programas de televisión
| Programa                     | Año                                                                |
| ---------------------------- | ------------------------------------------------------------------ |
| HOY                          | 2010, 2012, 2014, 2015, 2016, 2017, 2018, 2019,2020,2021.2022,2023 |
| Faisy Nights                 | 2023                                                               |
| De Noche con Yordi Rosado    | 2023                                                               |
| Cuéntamelo Ya                | 2017, 2018, 2019,2020,2021,2022                                    |
| Sábado Gigante               | 2014, 2016                                                         |
| SuSana Adicción              | 2012, 2013, 2014, 2015                                             |
| Sabadazo                     | 2011, 2012, 2013, 2014                                             |
| Telefórmula                  | 2014                                                               |
| No lo cuentes                | 2013                                                               |
| MatuTV                       | 2013                                                               |
| Fox Sports                   | 2013                                                               |
| Mojoe                        | 2009, 2011, 2013                                                   |
| Picnic (Telehit)             | 2013                                                               |
| Disney Channel Latinoamérica | 2012                                                               |
| Platanito Show               | 2009, 2012                                                         |
| Don Francisco Presenta       | 2011, 2012                                                         |
| TV de Noche                  | 2007, 2010, 2011, 2012                                             |
| Efekto TV                    | 2011                                                               |
| ¡Es de Noche y ya llegue!    | 2011                                                               |
| Se Vale                      | 2011                                                               |
| Primero Noticias             | 2010                                                               |
| Miembros al Aire             | 2010                                                               |
| Doña Margara (Telehit)       | 2008                                                               |
| ¡Esta cañón!                 | 2008                                                               |
| Al Medio Día                 | 2006                                                               |
| Otro rollo                   | 2006                                                               |